# Juan Manuel Corzo
Juan Manuel Corzo Román (Cúcuta, 3 de octubre de 1961) es un abogado y político colombiano, que ejerció como Senador de la República. También se desempeñó como Presidente del Senado en el período 2011-2012 y Embajador en Cuba.

## Carrera profesional
Se graduó de abogado en la Universidad Santo Tomás de Aquino, con especialización en Derecho Público y máster en Derecho Público, Constitucional y Financiero. Miembro del Partido Conservador Colombiano, concejal de Cúcuta (1992-1995), Diputado de la Asamblea Departamental (1995-1997), Representante a la Cámara (1998-2002) y Senador de la República desde 2002 por cuatro períodos consecutivos.
En el año 2017 fue vicepresidente de la Comisión tercera del senado sobre asuntos Económicos, Presidente de la Comisión de Paz y derechos humanos del Senado de la República y Presidente de las Comisiones de Instrucción y de Acreditación. Creó la Comisión de la Unión Interparlamentaria en Colombia, con asiento permanente en Suiza, hizo parte de varias comisiones de la UIP en Suiza, siendo la más importante como miembro de la Organización Mundial de Comercio (OMC) elegido en Asamblea General de la UIP.
En abril de 2019 fue designado Embajador de Colombia en Cuba por el presidente Iván Duque Márquez.

## Congresista de Colombia
En las elecciones legislativas de Colombia de 2002, Corzo Román fue elegido senador de la república de Colombia con un total de 66.497 votos. En las elecciones legislativas de Colombia de 2006 y 2010, Corzo Román fue reelecto senador con un total de 51.950 y 63.251 votos.
En las elecciones legislativas de Colombia de 1998, Corzo Román fue elegido miembro de la Cámara de Representantes de Colombia con un total de 35.419 votos.

### Iniciativas
El legado legislativo de Juan Manuel Corzo Román se identificó por su participación en las siguientes iniciativas desde el congreso:

- Reformar el artículo 67 de la Constitución Política de Colombia.[4]
- Propuesta que los Magistrados de la Corte Suprema de Justicia y del Consejo de Estado serán elegidos por la respectiva corporación, mediante el sistema de la cooptación.[5]
- Establecer el procedimiento para resolver los diferendos limítrofes.[6]
- Organizar a la ciudad de Cúcuta como Distrito Especial Fronterizo, Económico y Turístico (Archivado).[7]
- Modificar los artículos 186, 235, 241 y 251 de la Constitución Nacional (Fuero parlamentario y doble instancia para los congresistas).[8]
- Autorizar la emisión de la estampilla "Norte de Santander Cien Años" con motivo de los cien años de creación del departamento Norte de Santander (Archivado).[9]
- Establecer el Sistema Nacional para el Desarrollo y la Integración Fronteriza.[10]
- Expedir el Código de Ética y Disciplinario del Congresista.[11]
- Instaurar la circunscripción territorial, otorgando cuando mínimo, una curul en el Senado a cada uno de los departamentos y al Distrito Capital (Archivado).[12]
- Consagrar el derecho humano al agua (Archivado).[13]
- Creador del Artículo de protección de Páramos en Colombia.
- Autor de la primera ley anticorrupción y derecho a la información en Colombia.
- Autor de la Ley de protección de los ecosistemas marinos y el mínimo vital de las personas que habitan en zonas costeras.
- Autor de la Ley Por Medio De La Cual Se Declara Como Patrimonio Genético Nacional La Raza Autóctona Del Caballo De Paso Fino Colombiano y se dictan otras disposiciones.
- Autor de la Ley por medio de la cual declara la Cumbia Colombiana como Patrimonio inmaterial de Colombia y se reconoce al Maestro José Barros y al festival de la Cumbia.
- Entre muchas otras y ponente de un sinnúmero de leyes y reformas constitucionales.
- Dentro de muchos debates importantes inició el relacionado con derribar el sistema UPAC en la Comisión Tercera de la Cámara de Representantes, y el día de hacerlo en plenaria ocurrió el secuestro (avión de Avianca) del E.L.N. Posteriormente este sistema financiero de adquisición de vivienda fue eliminado.
- Debate de rechazo a la adjudicación de Títulos Mineros en Zonas de Páramos.
- Debate sobre la carencia de los principios generales del derecho en la JEP.
- Debate sobre la Prohibición de solicitud de pruebas en la ex-tradición de parte de la JEP por ser inconstitucional.

### Rol en la Reforma a la Justicia de 2012
Fue uno de los congresistas que firmó la conciliación de la fallida Reforma a la Justicia de 2012 en Colombia. Durante el proceso de conciliación, algunos conciliadores del Congreso incluyeron proposiciones, Corzo como presidente del Congreso permitió hacer una "Fe de erratas" a una nueva Comisión para ello, de la cual participó el exministro Juan Carlos Esguerra y sus asesores, para corregir lo incluido por algunos congresistas, logrando cambiar los errores y posteriormente su aprobación en el Congreso. El enfrentamiento entre los poderes públicos (Ejecutivo y Judicial) hizo que el presidente no sancionara la Reforma. Hubo rechazo contra la reforma presentada por el Gobierno Santos, del cual Corzo fue opositor, el rechazo generalizado de la ciudadanía colombiana fue total.

## Carrera política

### Partidos políticos
A lo largo de su carrera ha representado los siguientes partidos:
| Partido político                | Fecha Inicio        | Fecha Fin           |
| Partido Conservador             | 20 de julio de 2004 |                     |
| Movimiento Nacional             | 20 de julio de 2002 | 19 de julio de 2004 |
| Movimiento Nacional Conservador | 20 de julio de 1998 | 19 de julio de 2002 |

### Cargos públicos
Entre los cargos públicos ocupados por Juan Manuel Corzo Román, se identifican:
| Cargo público             | Partido político                | Fecha Inicio        | Fecha Fin           |
| Senador de la República   | Partido Conservador             | 20 de julio de 2002 | 20 de julio de 2018 |
| Representante a la Cámara | Movimiento Nacional Conservador | 20 de julio de 1998 | 19 de julio de 2002 |

## Controversias
En 2011 Corzo, como presidente del Senado de la República, protagonizó un sonado escándalo al revivir el subsidio mensual que recibían los congresistas para costear la gasolina de sus vehículos, la excusa que manifestó Corzo para tal decisión era que el sueldo de congresista, equivalente a unos treinta salarios mínimos mensuales de la época, no "alcanzaba" para pagar el combustible de los dos vehículos que el Estado les proporcionaba de forma gratuita. Tal afirmación, que generó indignación nacional, fue ratificada varias veces por el propio Corzo.
El escándalo creció cuando Simón Gaviria, entonces presidente de la cámara de representantes, afirmó que a él sí le alcanzaba el sueldo para pagar la gasolina de los vehículos que tenía asignados.